# Король Годинників
Король Годинників (англ. Clock King) — це ім'я двох суперлиходіїв всесвіту DC Comics.

## Історія створення
Спочатку Король Годинників був ворогом Зеленої стріли, але пізніше він з'явився у «Justice League International» і «Suicide Squad». У нього не було ніяких здібностей, крім підвищеного прагнення до порядку. Він майстер планування і іноді використовує пристосування, пов'язані з годинником і часом.

## Сили і здібності
Перший Король Годинників не має жодних надлюдських здібностей, хоча був фізично сильний і спритний. Він використовує годинник і пов'язані з часом трюки для руйнування.
Новий Король Годинників має здатність бачити те, що станеться через чотири секунди, що дає йому можливість передбачити кожен рух противника. Також він — технологічний геній, який створив різні пристрої, на зразок телепортів і антигравітаційної платформи.

## На телебаченні
- У телесеріалі «Бетмен» Король Годинників з'явився в двох епізодах — «The Clock King's Crazy Crimes» and «The Clock King Gets Crowned». Його зіграв Волтер Слезак.
- У мультсеріалі «Бетмен» Короля Годинників звуть Темпл Фугейт (англ. Temple Fugate, посилання до латинського виразу Tempus fugit — біг часу). З'являється в епізоді «The Clock King» і повертається у «Time Out of Joint». Також цей варіант персонажа з'являється у мультсеріалі «Ліга Справедливості: Без кордонів» в епізоді «Task Force X». В обох мультсеріалах персонажа озвучив Алан Речінс.
- У мультсеріалі «Бетмен: відважний і сміливий» Король Годинників (Вільям Токман) з'явився в епізоді «Rise of the Blue Beetle!». Персонажа озвучив Ді Бредлі Бейкер.
- У телесеріалі «Стріла» Король Годинників з'явився у 37 епізоді під назвою «Час смерті». Його зіграв Роберт Неппер.
- У телесеріалі «Флеш» Король Годинників з'явився у 7 епізоді під назвою «Перебої у харчуванні». Його також зіграв Роберт Неппер.